# 付准尉

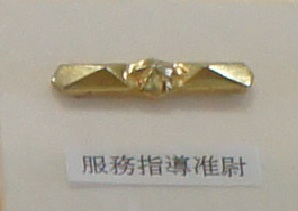
付准尉職を命ぜられていた隊員が着用していたき章として服務指導准尉き章がある。中隊等上級曹長制度が設けられる以前は、服務指導付准尉き章が事実上付准尉を表すき章であった

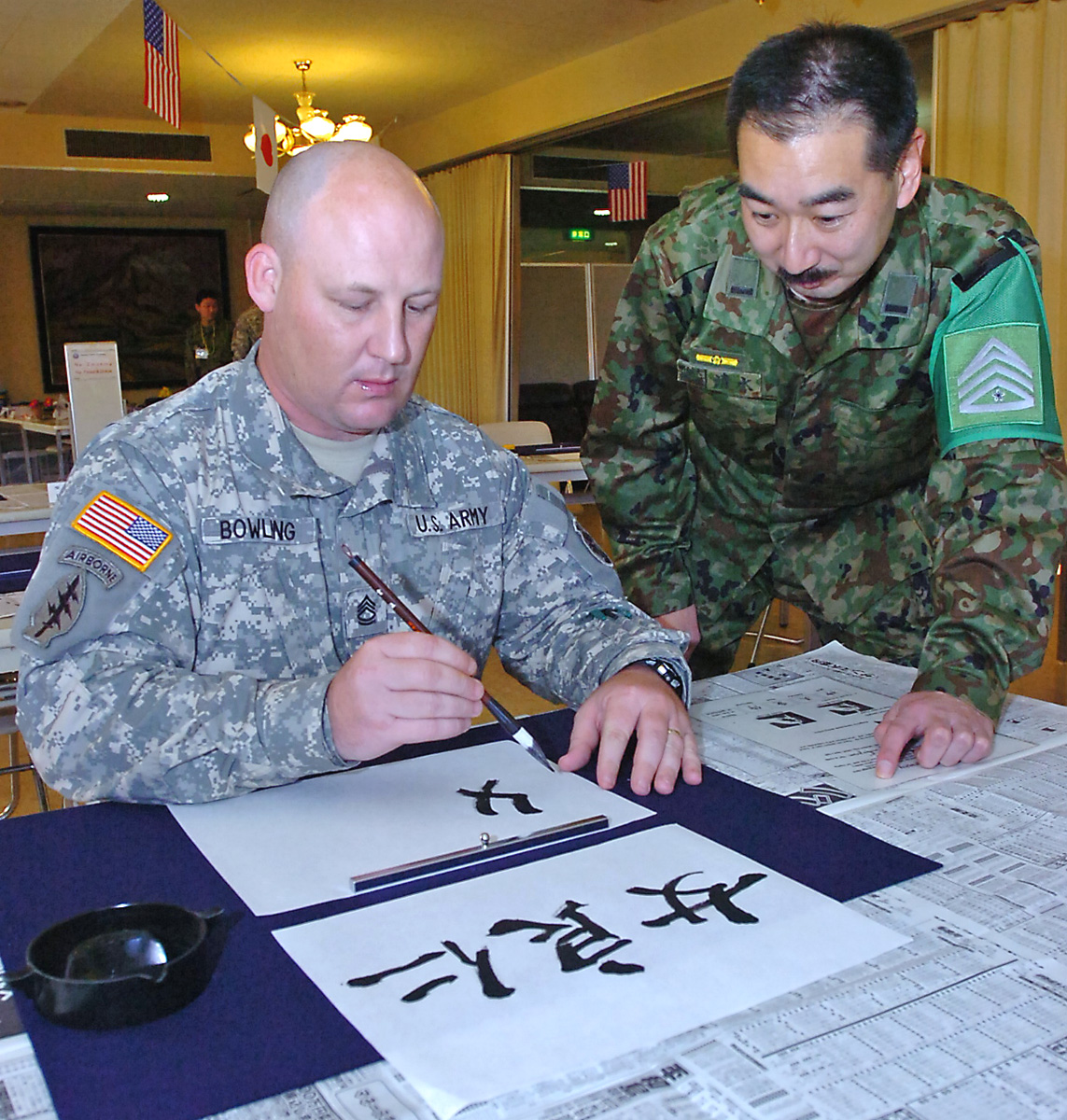
現在の中隊等先任上級曹長、右胸には服務指導准尉徽章が縫い付けられている

付准尉（づきじゅんい）は、陸上自衛隊の中隊以上の部隊等（これに準ずる「隊」編成のものを含む）に設置されていた役職である。2008年（平成20年）4月に先任上級曹長制度の検証が全国単位に移行したため、地方協力本部や先任上級曹長が配置されない小隊以下の部隊を除き、この役職名・呼称は用いられていない。
隊内における通称は「先任」であった。

## 概要
部隊内における陸曹の最先任者として部隊長を補佐する関係から、中隊等の勤務年数が最古株の隊員を基準として指定されていた。指定される隊員は主に准陸尉・陸曹長・1等陸曹（原則陸曹上級課程修了者に限る）で、中隊長より指定され、「服務指導准尉き章」を制服右胸ポケットの上部に装着し、部隊内の服務指導における指揮官の補佐も行っていた。
命ぜられている期間中は中隊等における准陸尉・陸曹の職務上における最上級者になり、階級が1等陸曹であっても職務上の立場は准陸尉と同列若しくは上級者の扱いであるため、中隊付准尉が、同一階級で自身よりも先任者（この場合の先任は、入隊や昇級、課程の期が先であるという意味）や、上位階級者に対しても命令ができる。部隊においては朝礼時において中隊本部から朝の挨拶として敬礼を受ける場合もあるが、たとえ付准尉が1等陸曹であっても部下である陸曹長（中隊本部の最先任者）からも当然敬礼を受ける。
中隊等における各種命令等の伝達責任者であり、中隊等の本部における先任陸曹としての各種権限の行使や中隊（隊）本部の統括を行う。また、隊員の外出・休暇申請における事実上の承認権者である。
中隊隷下で遠方の駐屯地等に配置された小隊等（たとえば基地通信中隊の各派遣隊や後方支援隊整備中隊の隷下等）に設けられた付准尉相当職（隊付陸曹・小隊陸曹）は陸曹長ないしは1等陸曹が充てられていた（現在の上級曹長も同様の配置が行われる）。